# Alison Daubercies
Alison Daubercies (Londres, 1931) es artista plástica, generalmente abstracta, aunque en una etapa temprana tuvo una fuerte influencia por el cubismo y -hacia la década de 1960- se acercó también al costumbrismo. Fue integrante activa de la Asociación de Mujeres Artistas de Puerto Rico.

## Datos biográficos
Alison Daubercies cursó estudios en la Chelsea School of Arts en Londres (1949-1953). En el 1951 obtuvo el Intermidiate Certificate in Arts and Crafts. Entre los años 1953 a 1954 viajó a París donde estudió en la Académie de la Grande Chaumiere. En 1955, obtuvo el National Diploma del Ministerio de Educación en Londres.
En 1955 se mudó a Puerto Rico donde comenzó a trabajar como maestra de inglés en el Colegio Guadalupe en San Juan. En el 1966 comenzó a trabajar en la Universidad de Puerto Rico ofreciendo cursos de artes gráficas a través de la División de Extensión. Fungió como docente además en Cupeyville School (San Juan) desde el 1972 y en la Liga de Arte (San Juan) desde 1975.

## Obra plástica
La artista se ha destacado por su trabajo en la pintura. En sus inicios se puede describir su paleta como una grisácea, lo que responde al ambiente de su ciudad natal, Londres. Cuando se mudó a Puerto Rico queda “deslumbrada por el colorido exuberante y la brillantez de la luz de un Trópico que invita a la vida”. Aun en su etapa más madura, combinaba el realismo con la abstracción y mantenía ambos estilos.

## Exhibiciones individuales
- 1989
  - Liga de Arte de San Juan, Puerto Rico.
- 1971
  - Galería Santiago, San Juan, Puerto Rico.
- 1965
  - Galería First Federal, San Juan, Puerto Rico.

## Exhibiciones colectivas
- 1984
  - Primer Congreso de Artistas Abstractos de Puerto Rico, San Juan
- 1981
  - Liga de Arte de San Juan, Puerto Rico
- 1978
  - Galería Manos, San Juan, Puerto Rico
- 1964
  - Primer Salón de Pintura de América, Ponce, Puerto Rico
  - Galería First Federal, San Juan, Puerto Rico
- 1960-1967
  - Ateneo Puertorriqueño, San Juan, Puerto Rico
- 1961
  - Mujeres Pintoras de Puerto Rico, en la Universidad de Puerto Rico, San Juan

## Premios
- 1962
  - Primer Premio IBEC, San Juan, Puerto Rico
- 1963
  - Segundo Premio, Óleo del Ateneo Puertorriqueño, San Juan, Puerto Rico
- 1961 y 1965
  - Segundo Premio IBEC, San Juan, Puerto Rico
- 1952
  - Primer Premio de la Chelsea School of Arts Competition, Londres, Reino Unido